# Cladocorynidae
Cladocorynidae é uma família de cnidários hidrozoários da ordem Anthomedusae, subordem Capitata.

## Géneros
- Cladocoryne Rotch, 1871
- Clavactinia Thornely, 1904